# Tytus Flawiusz Sabinus (ojciec Wespazjana)

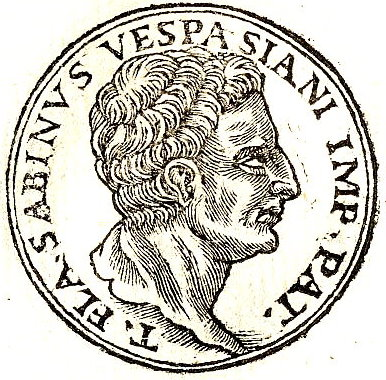
Tytus Flawiusz Sabinus

Tytus Flawiusz Sabinus – poborca podatkowy w Azji, ojciec cesarza Wespazjana.
Był synem Tytusa Flawiusza Petrona, mieszkańca Reate (obecnie Rieti), zajmującego się licytacjami publicznymi, i Tertulli.
Był poborcą podatku czterdziestej części (quadragesima, podatek portowy) w Azji, a w tamtejszych miastach wystawiano mu nawet pomniki z podpisem „Rzetelnemu poborcy”. Później zajmował się pożyczkami na procent w kraju Helwetów (obecnie na terenie Szwajcarii), gdzie zmarł.
Był żonaty z Wespazją Pollą z Nursji, córką Wespazjusza Polliona, trzykrotnego trybuna wojskowego i prefekta obozu. Miał z nią córkę, która nie dożyła nawet roku, oraz dwóch synów: Sabinusa (II) i Wespazjana.

### Źródła
- Swetoniusz, Wespazjan 1. 5, (w:) Swetoniusz, Żywoty Cezarów, tłum. J. Niemirska-Pliszczyńska, Wrocław - Warszawa - Kraków 1965, s. 412-413, 417.

### Opracowania
- Aleksander Krawczuk, Neron, Warszawa: „Czytelnik”, 1988, s. 66, ISBN 83-07-01754-8, OCLC 749261753.